# Thrypticus laetus
Thrypticus laetus är en tvåvingeart som beskrevs av George Henry Verrall 1912. Thrypticus laetus ingår i släktet Thrypticus och familjen styltflugor. Arten är reproducerande i Sverige. Inga underarter finns listade i Catalogue of Life.